# 十二生肖牌

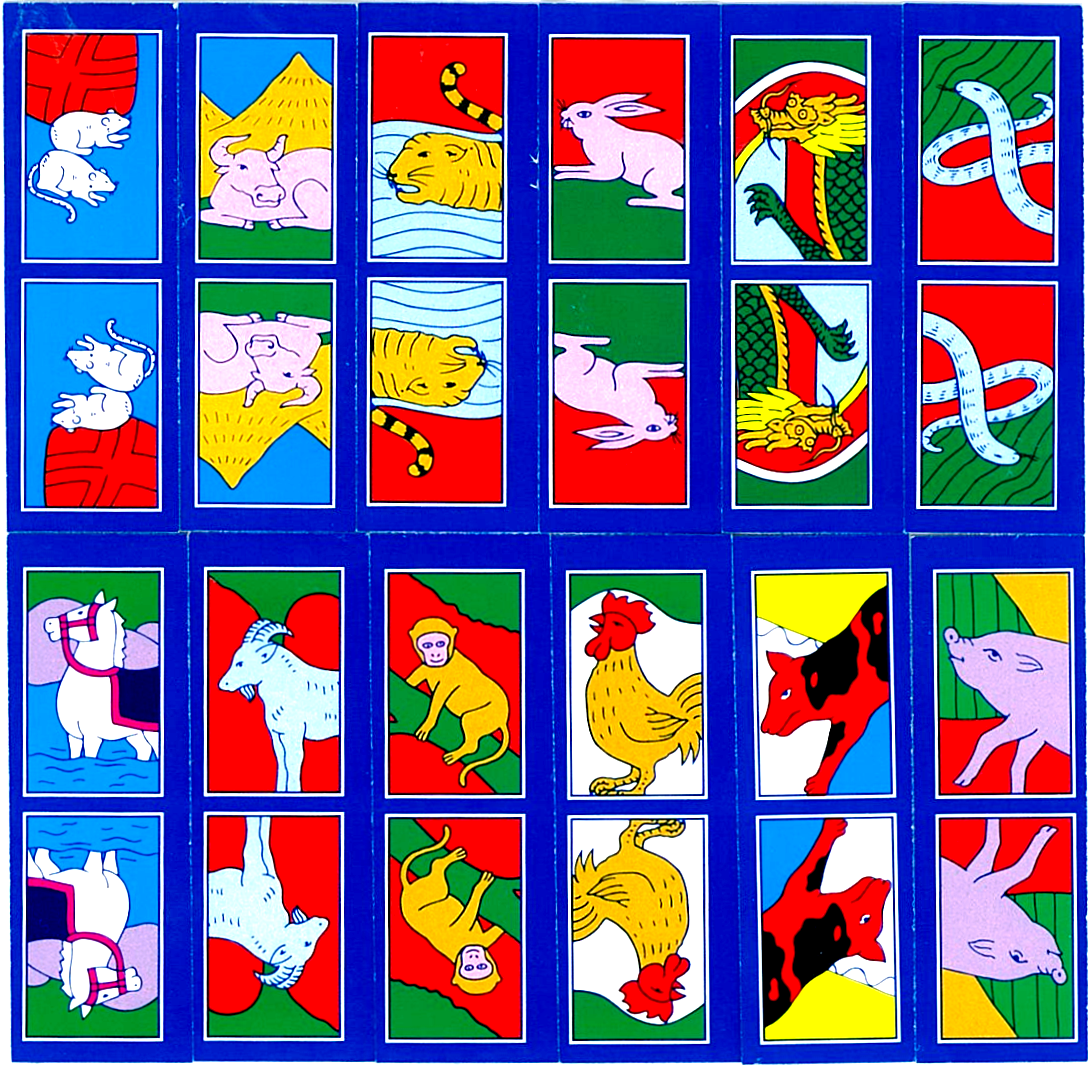
十二生肖牌

十二生肖牌又名老鼠牌，是流傳於南臺灣、澎湖縣的傳統牌類遊戲，牌形大小與四色牌皆為長寬三比一的長條型，牌面與蒙古族諾日布牌同樣有十二生肖，牌面造型與花札類似。玩法各地略有不同。

## 歷史
在1950年台灣就有廠商生產該紙牌。過去彰化鹿港等地常於農曆新年作為小赌怡情的博戲。
前臺北縣三重市市長鄭宗藝玩十二生肖牌時喜歡先拿到鼠牌，若無就認為牌運欠佳而放棄不玩，故朋友以外號「貓鼠仔藝」稱呼。

## 牌具
- 一副牌為十二生肖各一張，共十二張。

## 玩法

### 十二生肖
- 玩家三到四人時，使用十副牌，共一百二十張。
- 分牌：洗牌後，莊家分十二張，閒家分十一張。其餘牌為成公共牌堆，正面朝下，呈斜堆放。
- 吃牌：玩家依順時鐘方向輪流出一牌。莊家先出牌，順位玩家需從手中打出一張以吃牌，若不吃牌則從公共牌掀一張。玩家只能吃上一家牌以及自己所掀的牌。
- 掀牌：若玩家都不吃牌，由出牌者的第二順位從公共牌掀一張。
- 聽牌：當玩家只缺一張就可湊齊一條龍、或四刻子、或四順子時，可喊聽牌。
  - 刻子：三張同生肖牌為一刻子。
  - 順子：三張連續生肖為一順子。
  - 一條龍：十二張連續生肖。
- 胡牌：聽家可等待到缺牌出現而胡牌，或依序從公共牌掀牌。若兩家同時聽牌時，依順時鐘方向先攔者為勝。勝方獲得一定籌碼，若自摸則加倍。以一條龍獲得賭籌最高。

### 湊對子
- 與十二生肖的玩法不同處：
  - 分牌：莊家分十張，閒家九張。
  - 聽牌：當玩家只缺一張就可湊齊五對子，可喊聽牌。二張同生肖牌為一對子。[8]

## 外部連結
- 遊戲影片
- 話說童年遊戲之博奕遊戲(二)